# Saint-Sulpice-les-Champs
Saint-Sulpice-les-Champs este o comună în departamentul Creuse din centrul Franței. În 2009 avea o populație de 385 de locuitori.

## Evoluția populației
| An        | 1975 | 1982 | 1990 | 1999 | 2006 | 2009 |
| --------- | ---- | ---- | ---- | ---- | ---- | ---- |
| Populație | 446  | 406  | 395  | 366  | 376  | 385  |